# Demokratische Volkspartei Afghanistans

DVPA-Parteiemblem

Die Demokratische Volkspartei Afghanistans (DVPA) (Persisch: حزب دموکراتیک خلق افغانستان / Hezb-e Demukrātik-e Khalq-e Afghānestān) war eine sich als „nationaldemokratisch“ bezeichnende Partei kommunistischer Prägung, die vor allem vor und während der Invasion und Besetzung Afghanistans durch die Sowjetunion aktiv war. Sie war die Einheitspartei der Demokratischen Republik Afghanistan.

## Geschichte

### Vor der Machtübernahme
Die Partei wurde am 1. Januar 1965 unter maßgeblicher Beteiligung von Babrak Karmal, dem späteren Staatspräsidenten, sowie von Nur Muhammad Taraki, einem populären Schriftsteller, gegründet. Der Gründungskongress fand heimlich im Hause Tarakis in Kabul statt, der von den 27 Teilnehmern zum Generalsekretär gewählt wurde. Karmal wurde sein Stellvertreter, außerdem wurde ein Politbüro mit fünf Mitgliedern gebildet. Taraki und Karmal waren in den 1950ern als sowjetische Agenten rekrutiert worden und die Partei erhielt finanzielle Unterstützung von der UdSSR. Die DVPA sah die Sowjetunion als Vorbild für ihre Vorstellung einer sozialistischen Modernisierung Afghanistans. Die Parteigründung war eine von mehreren in den Jahren 1964/65, die in Afghanistan von einer entschiedenen politischen Liberalisierung geprägt war. Die DVPA verfügte unter diesen Parteien über die am stärksten ausgearbeitete innere Organisation, orientiert am Vorbild der KPdSU, zugleich aber am traditionellen afghanischen Klientelwesen. Sie blieb mit rund 70 Mitgliedern ausschließlich in ihrer Frühphase auf Kabul beschränkt.
Die DVPA wurde 1966 verboten und spaltete sich 1967 in zwei, sich oft feindlich gegenüberstehende Flügel, die Khalq- und die Parcham-Fraktion, die jeweils eigene Generalsekretäre und Politbüros hatten. Während die eher gemäßigt-sozialistische Parcham-Fraktion von Politikern wie Karmal und Mohammed Nadschibullah geprägt war, setzte sich zunächst die radikalere, neostalinistische Khalq-Fraktion unter Taraki durch. Eine weitere Abspaltung, die Jamyat-e Demokratik-e Newin (Neue Demokratische Gruppe), verfolgte maoistische Auffassungen und war ethnisch von der Volksgruppe der Hazara dominiert, zerfiel aber 1973. Ähnlich erging es mehreren kleineren, ideologisch und ethnisch von den großen Strömungen abweichenden Splittergruppen. Beim Staatsstreich von 1973 unterstützte die bereits zuvor regierungsnahe Parcham-Fraktion den neuen Machthaber Mohammed Daoud Khan, nicht zuletzt aufgrund mehrerer Offiziere in ihren Reihen. Daraufhin wurden Parteimitglieder mit bedeutenden Positionen in Verwaltung und Militär der neu ausgerufenden Republik Afghanistan betraut. Bis 1975 drängte Daoud Khan die Partei aber wieder aus diesen Machtpositionen hinaus und ließ sie ebenso wie andere politische Gruppen verfolgen.
Khalq und Parcham schlossen sich, nicht zuletzt auf Drängen Moskaus und wegen des erhöhten Verfolgungsdrucks durch die afghanische Regierung, im Jahr 1977 wieder zur DVPA zusammen. In der Zwischenzeit hatten sie auch außerhalb Kabuls Strukturen aufgebaut. Als wenig später der prominente Links-Politiker Mir Akbar Khyber ermordet wurde, drängten die radikaleren Kräfte in der Partei auf einen Umsturz. Am 28. April 1978 gelangte die DVPA durch die Saurrevolution tatsächlich im Land an die Macht und rief die Demokratische Volksrepublik Afghanistan aus.

### DVPA-Regierung
Die DVPA versuchte in Afghanistan umfassende Reformen durchzusetzen, etwa in Fragen der Bildungspolitik, der Frauenrechte und der Modernisierung. Die Reformen waren jedoch schlecht durchdacht und umgesetzt, nahmen auf lokale Gegebenheiten kaum Rücksicht und brachten der Landbevölkerung letztendlich keine Verbesserung ihrer Lebensumstände. Gleichzeitig hatte die DVPA eine geringe politische Basis im Land und versuchte, die Reformen mit Gewalt zu erzwingen. Schon im Juli 1978 brachen Unruhen im Nordosten in der Provinz Nuristan aus, und bis zum Sommer 1979 hatte sich der Konflikt zu einem Bürgerkrieg ausgeweitet. Die Sowjets versuchten das afghanische Regime zu einer weniger kompromisslosen Politik bei den Land- und Bildungsreformen zu bewegen, boten dafür höhere militärische Hilfen an und drängten Taraki, seinen Stellvertreter Hafizullah Amin abzusetzen. Nachdem im September 1979 Amin die Macht ergriff und Taraki wenig später ermorden ließ, war dies für Moskau ein Wendepunkt. KPdSU-Generalsekretär Leonid Breschnew fühlte sich persönlich brüskiert, und Juri Andropow war nun entschlossen, Amin zu ersetzen. Nach einem Treffen Amins mit dem Geschäftsträger der US-Botschaft war Moskau zudem alarmiert, dass Amin eine Neuorientierung zum Westen vornehmen könnte. Die Sowjetunion intervenierte im Dezember 1979 mit eigenen Truppen, liquidierte in der Operation Storm-333 Amin und installierte den gemäßigteren Karmal als Präsidenten. Karmal wurde im Mai 1986 durch Mohammed Nadschibullāh ersetzt.

### Sturz
Nach dem Abzug der Sowjets 1989 verschlechterte sich die Lage der DVPA im Land; Putschversuche der Khalq-Fraktion im Dezember 1989 und im März 1990 (Shahnawaz Tanai) schwächten sie zusätzlich. Im Juni 1990 gab sie aufgrund wachsenden Widerstands ihr Machtmonopol auf und benannte sich in „Vatan-Partei“ (Vaterlandspartei) um und 1992 wurde Nadschibullah aus seinem Amt gedrängt. Seither ist die Rolle der Kommunisten in Afghanistan, die durch die Kooperation mit den Sowjets als diskreditiert galten, nur noch marginal. Sie verschwanden vollends von der politischen Bühne mit dem Einmarsch der Taliban in Kabul, die Nadschibullah 1996 öffentlich hängen ließen.